# Film in 1908
Dit artikel gaat over de film in het jaar 1908.

## Lijst van films
- After Many Years (USA, korte film) .
- An Awful Moment (korte film) .
- Antony and Cleopatra (USA) .
- The Adventures of Dollie (USA, korte film) .
- The Assassination of the Duke de Guise (FR, aka L'assassinat du duc de Guise) .
- Balked at the Altar (USA, korte film) .
- Behind the Scenes (korte film) .
- Betrayed by a Handprint (korte film) .
- The Bandit's Waterloo (korte film) .
- The Black Viper (korte film) .
- A Calamitous Elopement (USA, korte film) .
- A Christmas Carol (USA) .
- Concealing a Burglar (korte film) .
- The Call of the Wild (korte film) .
- The Christmas Burglars (korte film) .
- The Clubman and the Tramp (korte film) .
- Deceived Slumming Party (korte film) .
- Dr. Jekyll and Mr. Hyde (USA) .
- The Devil (korte film) .
- Fantasmagorie
- Father Gets in the Game (korte film) .
- For a Wife's Honor (korte film) .
- For Love of Gold (korte film) .
- The Fatal Hour (korte film) .
- The Feud and the Turkey (korte film) .
- The Fight for Freedom (USA, korte film) .
- The Girl and the Outlaw (korte film) .
- The Greaser's Gauntlet (korte film) .
- The Guerrilla (korte film) .
- El hotel eléctrico (ES, FR) .
- The Heart of O'Yama (korte film) .
- The Helping Hand (korte film) .
- Ingomar, the Barbarian (korte film) .
- The Ingrate (korte film) .
- Monday Morning in a Coney Island Police Court (korte film) .
- Money Mad (USA, korte film) .
- Mr. Jones at the Ball (korte film) .
- The Man and the Woman (korte film) .
- The Pirate's Gold (korte film) .
- The Planter's Wife (korte film) .
- Rescued from an Eagle's Nest (USA) .
- Romance of a Jewess (korte film) .
- Romeo and Juliet (USA) .
- The Reckoning (korte film) .
- The Red Girl (korte film) .
- The Red Man and the Child (korte film) .
- The Reprieve: An Episode in the Life of Abraham Lincoln (USA) .
- A Smoked Husband (USA, korte film) .
- The Song of the Shirt (korte film) .
- The Stolen Jewels (korte film) .
- The Taming of the Shrew (USA, korte film) .
- The Tavern Keeper's Daughter (USA, korte film) .
- The Test of Friendship (korte film) .
- The Valet's Wife (korte film) .
- The Vaquero's Vow (korte film) .
- A Woman's Way (korte film) .
- When Knighthood Was in Flower (USA) .
- Where the Breakers Roar (korte film) .
- The Zulu's Heart (korte film) .

1870-1879 · 1880-1889 · 1890 · 1891 · 1892 · 1893 · 1894 · 1895 · 1896 · 1897 · 1898 · 1899 · 1900 · 1901 · 1902 · 1903 · 1904 · 1905 · 1906 · 1907 · 1908 · 1909 · 1910 · 1911 · 1912 · 1913 · 1914 · 1915 · 1916 · 1917 · 1918 · 1919 · 1920 · 1921 · 1922 · 1923 · 1924 · 1925 · 1926 · 1927 · 1928 · 1929 · 1930 · 1931 · 1932 · 1933 · 1934 · 1935 · 1936 · 1937 · 1938 · 1939 · 1940 · 1941 · 1942 · 1943 · 1944 · 1945 · 1946 · 1947 · 1948 · 1949 · 1950 · 1951 · 1952 · 1953 · 1954 · 1955 · 1956 · 1957 · 1958 · 1959 · 1960 · 1961 · 1962 · 1963 · 1964 · 1965 · 1966 · 1967 · 1968 · 1969 · 1970 · 1971 · 1972 · 1973 · 1974 · 1975 · 1976 · 1977 · 1978 · 1979 · 1980 · 1981 · 1982 · 1983 · 1984 · 1985 · 1986 · 1987 · 1988 · 1989 · 1990 · 1991 · 1992 · 1993 · 1994 · 1995 · 1996 · 1997 · 1998 · 1999 · 2000 · 2001 · 2002 · 2003 · 2004 · 2005 · 2006 · 2007 · 2008 · 2009 · 2010 · 2011 · 2012 · 2013 · 2014 · 2015 · 2016 · 2017 · 2018 · 2019 · 2020 · 2021 · 2022 · 2023 · 2024 · 2025